# 岩淵宏子
岩淵宏子（いわぶち　ひろこ、1945年5月31日 -　）は、日本近代文学研究者、日本女子大学名誉教授、城西国際大学客員教授。
静岡県島田市生まれ。旧姓・西川、本姓・倉田。名古屋市立菊里高等学校卒、1968年日本女子大学文学部国文科卒、三菱商事入社、70年退社、72年大学院入学、74年同大学院修士課程修了、日本女子大助手、1979年昭和学院短期大学専任講師、85年助教授、91年日本女子大学助教授、96年教授、2014年定年、名誉教授、城西国際大学客員教授。

## 著書
- 『宮本百合子 家族、政治、そしてフェミニズム』翰林書房　1996

### 共編
- 『フェミニズム批評への招待 近代女性文学を読む』高良留美子、北田幸恵共編　学芸書林　1995
- 『宮本百合子の時空』北田幸恵,沼沢和子共編　翰林書房　2001
- 『日本女子大学に学んだ文学者たち』青木生子共編　翰林書房　2004
- 『はじめて学ぶ日本女性文学史 近現代編』北田幸恵共編著　ミネルヴァ書房　シリーズ・日本の文学史　2005
- 『編年体近代現代女性文学史』北田幸恵,長谷川啓共編　至文堂「国文学解釈と鑑賞」別冊 2005
- 『ジェンダーで読む愛・性・家族』長谷川啓共編　東京堂出版　2006
- 『「新編」日本女性文学全集』全4巻　長谷川啓共監修 菁柿堂 2007－12
- 『阿部次郎をめぐる手紙 平塚らいてう/茅野雅子・蕭々/網野菊/田村俊子・鈴木悦/たち』青木生子,原田夏子共編　翰林書房　日本女子大学叢書 2010
- 『少女小説事典』久米依子、菅聡子、長谷川啓共編　東京堂出版、2015

## 論文
- Cinii